# Bürgerspital Basel
Das Bürgerspital Basel, kurz BSB, bietet Menschen im Alter selbstbestimmtes Wohnen mit professionellem Service sowie Pflege. Das BSB ist ein Unternehmen der Bürgergemeinde Basel.
Das BSB ist im Grossraum Basel der grösste Anbieter für die Betreuung von Menschen im Alter und für die Integration von Menschen mit Behinderung. Es beschäftigt rund 1‘600 Mitarbeitende, davon über 500 mit einer IV-Rente. Jedes Jahr beginnen rund 80 Lernende und Studierende eine Ausbildung, davon über 50 in einer IV-Massnahme. Das BSB führt 200 altersgerechte Wohnungen mit professionellem Service an vier Standorten und bietet 400 Pflegeplätze in fünf Wohn- und Pflegezentren mit unterschiedlichen Spezialisierungen. Menschen mit einer IV-Rente oder Menschen, die sich in einer beruflichen Massnahme befinden, stehen rund 150 Wohnplätze in zehn Wohnhäusern in verschiedenen Quartieren offen. Die 20 Produktions- und Dienstleistungsbetriebe schaffen vielfältige Arbeits- und Ausbildungsplätze.
Im Bürgerspital Basel wurde 1865 an Babette Saxer der erste ärztlich dokumentierte Kaiserschnitt vorgenommen.

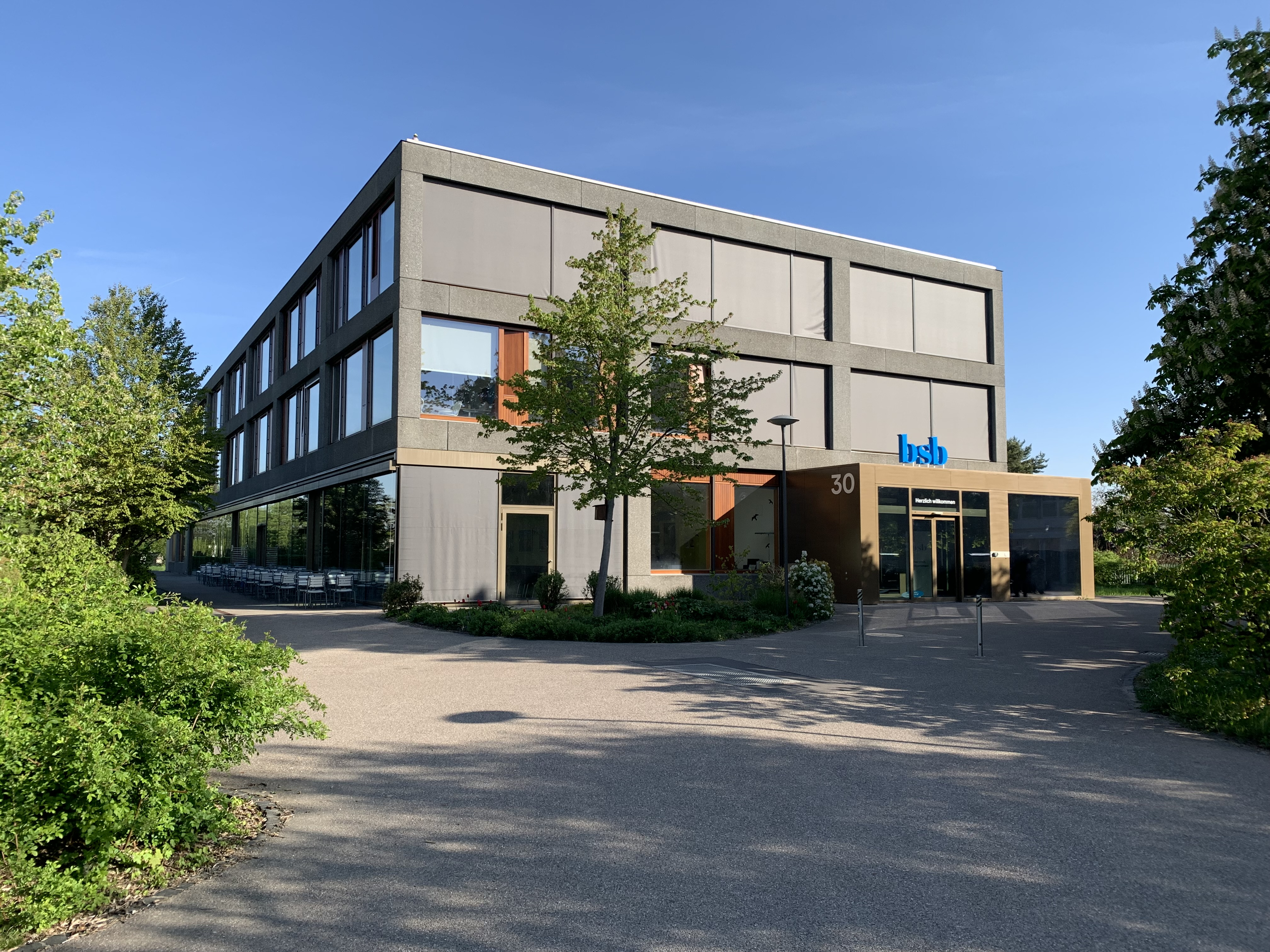
Hauptsitz des Bürgerspitals an der Friedrich Miescher-Strasse 30
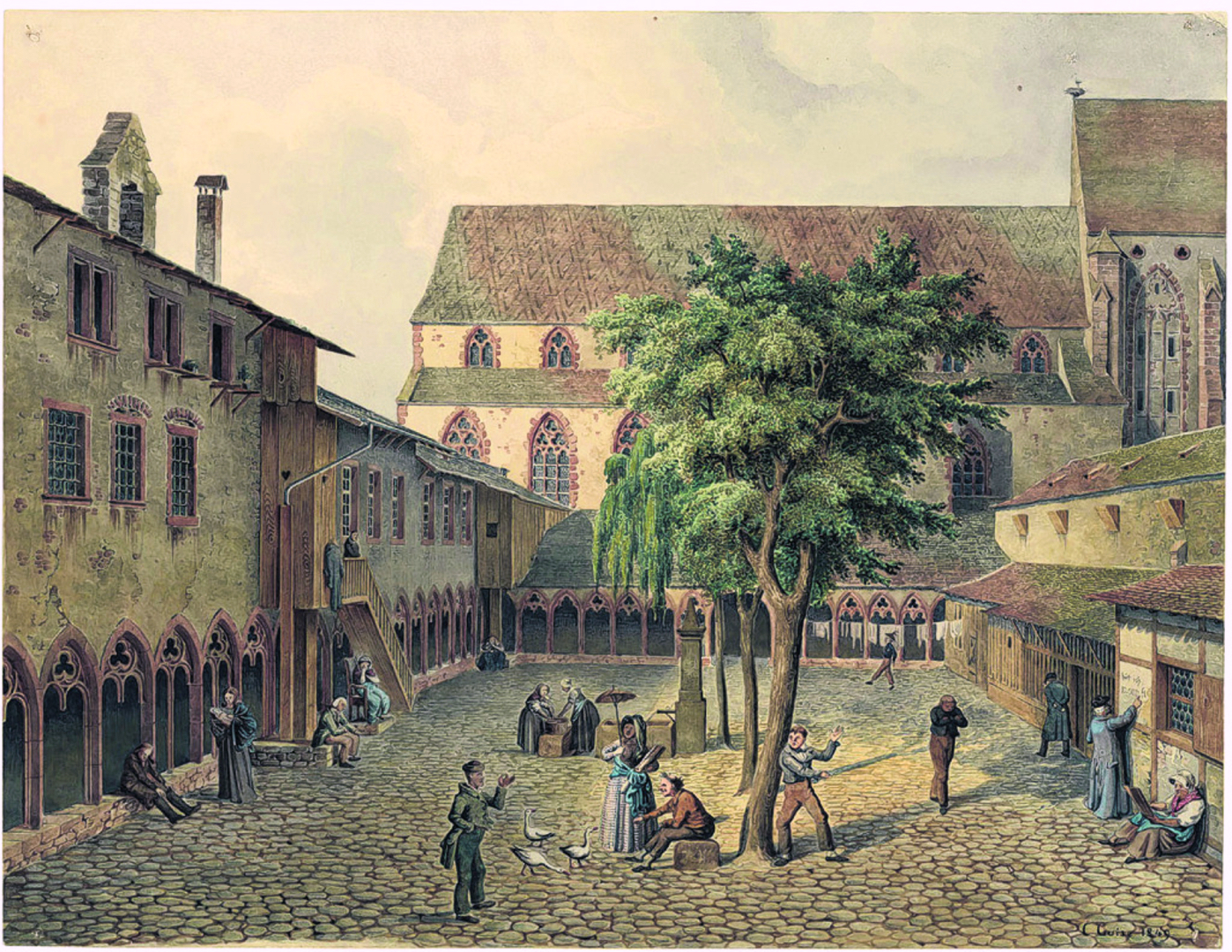
Das Bürgerspital 1849